# Freyja (Schiff)
Das Küstenwachschiff Freyja ist ein seit 2021 im Dienst befindliches Patrouillenboot der isländischen Küstenwache, welches mit einem Pfahlzug von 210 Tonnen das stärkste Schiff der Flotte darstellt.

## Geschichte
Im März 2021 fing Island an, einen Ersatz für das in die Jahre gekommene Schiff Týr zu suchen. Einen Monat später startete die Ausschreibung, fünf Angebote gingen nach der Ausschreibung ein.
Die Freyja wurde 2010 als Ankerziehschlepper des Typs UT 786 CD unter der Baunummer 1187 auf der Werft Sekwang Heavy Industries in Ulsan, Südkorea, gebaut. Die Kiellegung fand am 19. Januar, der Stapellauf am 1. Oktober 2009 statt. Die Fertigstellung des Schiffes erfolgte am 11. Oktober 2010. Das Schiff kam als E.R. Vittoria für die deutsche Reederei E.R. Offshore in Fahrt. Es wurde unter anderem in der Ölindustrie eingesetzt. Die isländische Küstenwache erwarb das Schiff für 1,7 Mrd. ISK (circa 11,3 Millionen Euro) und ließ es in Rotterdam umbauen. Im November 2021 wurde das Schiff in Island in Empfang genommen und nach Siglufjörður gebracht, wo es stationiert ist. Die Wahl fiel auf Siglufjörður im Norden wegen des zunehmenden Schiffsverkehrs zwischen der Arktis und der Vulkaninsel.
Schon im Dezember 2021 absolvierte das neue Schiff seine erste Seenotrettung. Der grönländische Trawler Masilik war vor Vatnsleysutrönd auf Grund gelaufen. Die Freyja barg das Schiff und schleppte es in einen Hafen.

## Technische Daten
Das Schiff wird von zwei Bergen-Dieselmotoren mit jeweils 6000 kW Leistung angetrieben. Die Motoren wirken auf zwei Verstellpropeller mit Kortdüse. Das Schiff erreicht damit eine Geschwindigkeit von bis zu 17 Knoten und einen Pfahlzug von 210 Tonnen. Es ist mit einem mit 900 kW Leistung angetriebenen Bugstrahl- und zwei mit jeweils 883 kW Leistung angetriebenen Heckstrahlrudern ausgerüstet. Weiterhin verfügt es über eine mit 1500 kW Leistung angetriebene, ausfahrbare Propellergondel im Bugbereich. Für die Stromerzeugung stehen zwei mit jeweils rund 995 kW Leistung und ein mit rund 465 kW Leistung angetriebene Generatoren zur Verfügung. Weiterhin wurde ein mit 250 kW Leistung angetriebener Notgenerator verbaut.
Für Such- und Rettungsaufgaben besitzt das Schiff eine Feuerlöschausrüstung der Stufe FiFi 2. Das Schiff verfügt über ein 664 m² großes, offenes Arbeits- und Ladungsdeck, das mit 10 t/m² und insgesamt mit 1200 t belastet werden kann. Es verfügt über zwei Lastkräne. Da das Schiff in subarktischen und auch in teilweise arktischen Gewässern um Island im Einsatz ist, verfügt es über einen nach Eisklasse 1C klassifizierten Rumpf, was bedeutet, dass es bis zu einer Eisdicke bis 0,4 m operieren kann.
Auf der Freyja können in 21 Kabinen bis zu 35 Personen untergebracht werden.

## Bilder

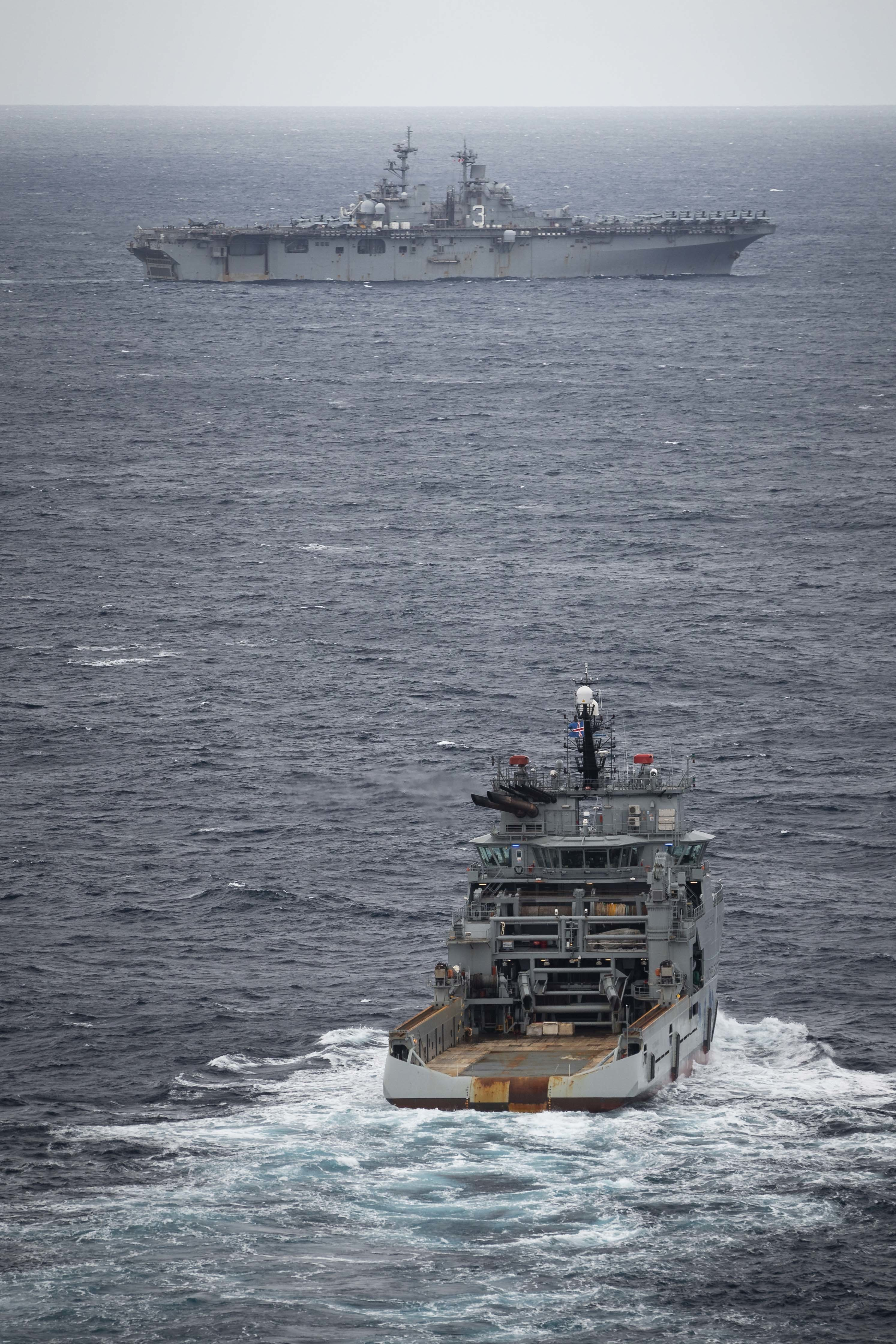
Die Freyja beim NATO-Manöver Northern Viking 2022 in der Nähe des Landungsschiffes Kearsarge.
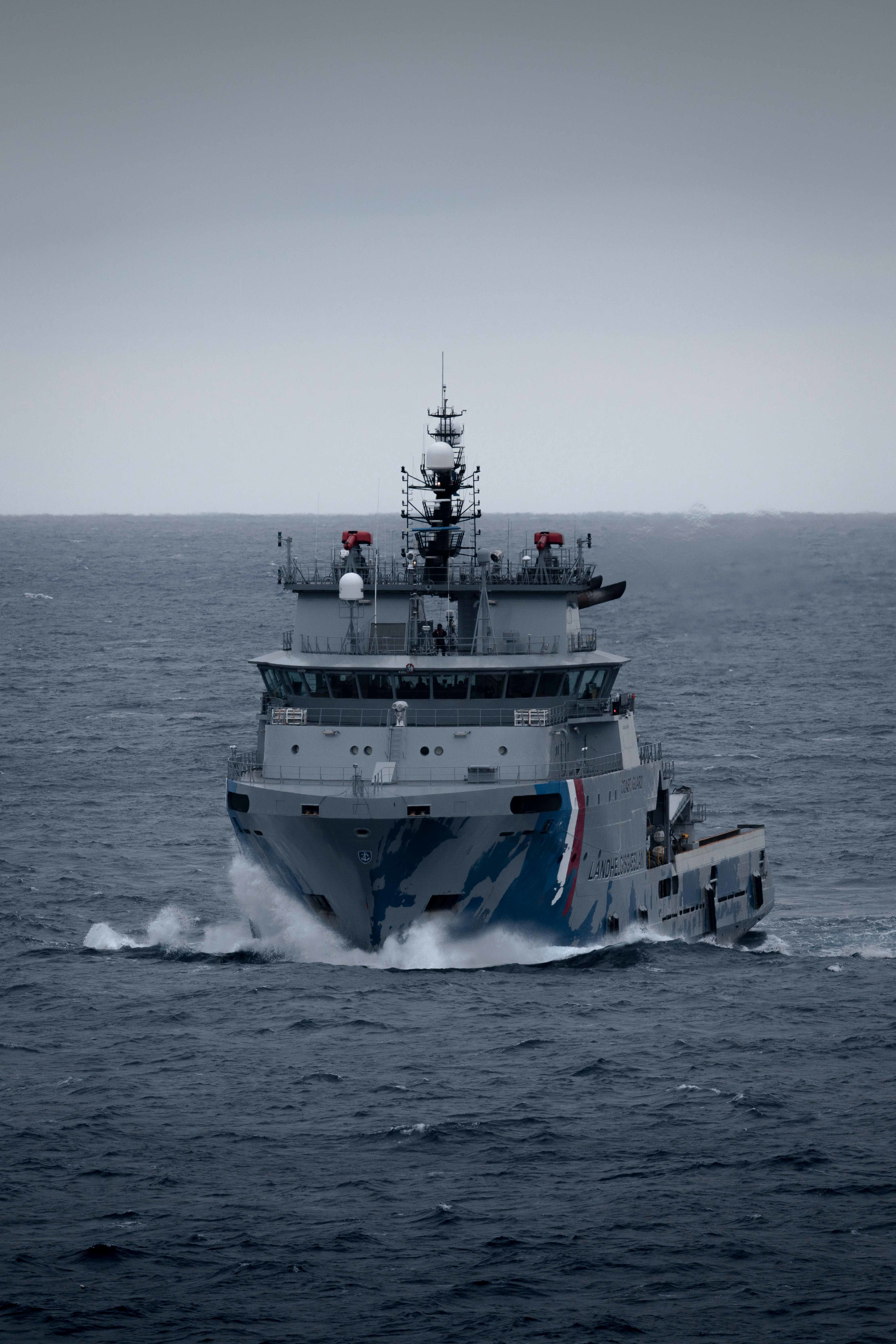
Freyja beim Manöver Northern Viking
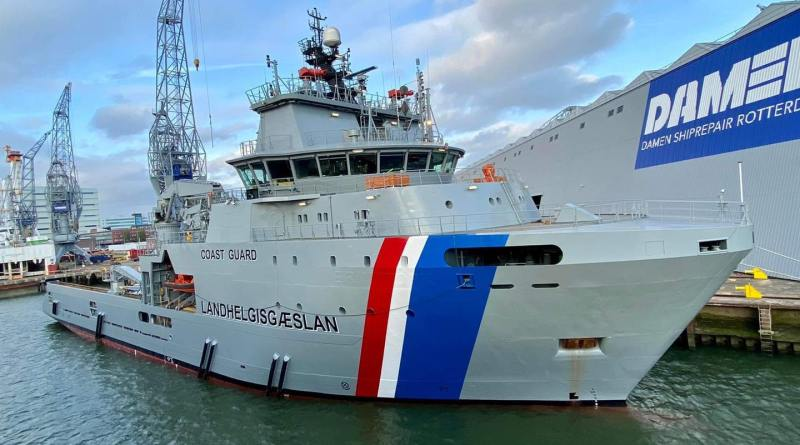
Die Freyja kurz vor der Auslieferung in Rotterdam